# Lalomalava
Lalomalava ist ein Dorf an der Ostküste der Insel Savaiʻi in Samoa.

## Geographie
Das Dorf liegt auf einer Landzunge an der Ostküste von Savaiʻi und gehört zum politischen Distrikt (itumalo) Faʻasaleleaga.
An der dichtbesiedelten Küste erstrecken sich die Orte Salelavalu, Iva, Vai’afai, Lalomalava, Safua und Sapapali’i nach Norden, vom Zentrum des Itumalo bei Tuasivi im Süden.
Gegenüber der Küste liegt die Motu Nu’umasaga im Saumriff.

## Kultur
Im Ort gibt es die Kirchen EFKS/CCCS Lalomalava & Safua und Church of Jesus Christ of Latter-day Saints.

## Klima
Das Klima ist tropisch heiß, wird jedoch von ständig wehenden Winden gemäßigt. Ebenso wie die anderen Orte von Samoa wird Lalomalava gelegentlich von Zyklonen heimgesucht.

## Persönlichkeiten
- Gatoloaifaana Amataga Alesana-Gidlow, Parlamentarier (Faʻasaleleaga 1 Constituency), Minister of Health seit 2006.
- Vaʻaelua Eti Alesana, früherer Präsident der Tautua Samoa Party.[3]